# Rob Frazier
Rob Frazier (født 31. oktober 1953)  er en kristen musiker, sanger og præst. Han spillede guitar, trommer og sang på det 3. Petra-album fra 1979, Washes Whiter Than. Han gik derefter solo.